# Bitwa w zatoce Køge (1710)
Bitwa morska w Zatoce Køge – starcie zbrojne, które miało miejsce 7 października 1710 podczas III wojny północnej.
Eskadra duńska admirała Ulrika Christiana Gyldenløve'a (44 jednostki, w tym 26 liniowców – 1700 dział) stoczyła bitwę z eskadrą szwedzką admirała Hansa Wachtmeistera (21 okrętów liniowych). Po krótkiej walce, w której flagowy okręt duński "Danebrog" eksplodował (700 ofiar), Gyldenløve cofnął się do Kopenhagi. Szwedzi odzyskali panowanie na południowym Bałtyku.

## Skład flot w bitwie w zatoce

### Duńczycy
Okręty liniowe:

"Elephanten" 90 (flagowy, Gyldenløve)

"Fredericus IV" 110

"Christianus V" 100

"Dannebroge" 94 - wyleciał w powietrze

"Justitia" 90

"Norske Løve" 84

"Mars" 80

"Tre Løver" 78

"Prinds Christian" 76

"Sophia Hedvig" 76

"Wenden" 72

"Dronning Louisa" 70

"Haffru" 70

"Beskjermer" 64

"Ebenetzer" 64

"Charlotte Amalia" 60

"Svan" 60

"Anna Sophia" 60

"Fredericus III" 56

"Oldenborg" 52

"Sværdfisk" 52

"Tomler" 52

"Nelleblad" 52

"Fyen" 50

"Delmenhorst" 50

"Island" 50

### Szwedzi
Okręty liniowe:

"Göta Lejon" 90 (flagowy, Wachtmeister)

"Enigheten" 94

"Tre Kronor" 86 - wpadł na mieliznę, spalony następnego dnia

"Wenden" 82

"Sverige" 82

"Prinsessan Hedvig" 80

"Prinsessan Ulrika" 80 - wpadł na mieliznę, spalony następnego dnia

"Gota" 76

"Nordstjernan" 76

"Prins Carl" 76

"Prins Carl Fredrik" 72

"Småland" 70

"Karlskrona" 70

"Skåne" 68

"Bremen" 64

"Fredrika Amalia" 62

"Westmanland" 62

"Pommern" 56

"Södermanland" 56

"Wachtmeister" 56

"Werden" 54